# Tuncheng (häradshuvudort i Kina, Hainan Sheng, lat 19,36, long 110,10)
Tuncheng är en häradshuvudort i Kina. Den ligger i provinsen Hainan, i den södra delen av landet, omkring 80 kilometer söder om provinshuvudstaden Haikou. Antalet invånare är 86 474. Befolkningen består av 40 716 kvinnor och 45 758 män. Barn under 15 år utgör 20,0 %, vuxna 15-64 år 71 %, och äldre över 65 år 7,0 %.
Runt Tuncheng är det ganska tätbefolkat, med 214 invånare per kvadratkilometer. Tuncheng är det största samhället i trakten. I omgivningarna runt Tuncheng växer i huvudsak städsegrön lövskog.
Genomsnittlig årsnederbörd är 2 294 millimeter. Den regnigaste månaden är september, med i genomsnitt 368 mm nederbörd, och den torraste är januari, med 20 mm nederbörd.